# Карабін (зброя)

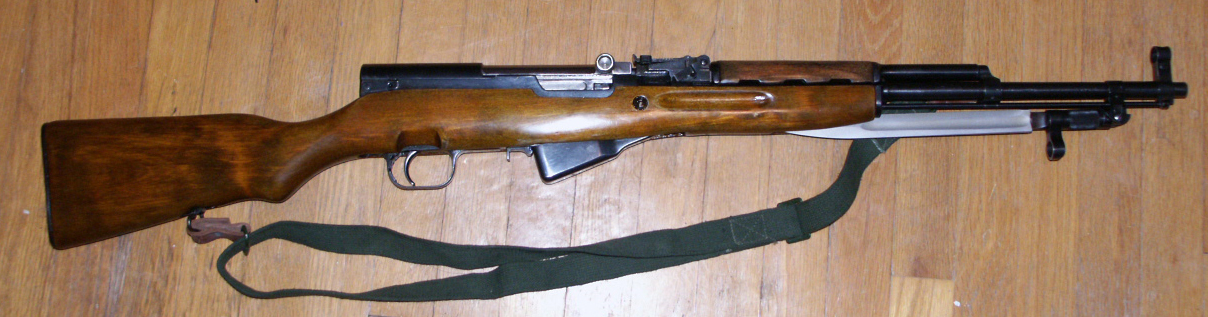
Самозарядний карабін Симонова

Карабі́н (від фр. carabine) — гвинтівка або рушниця зі зменшеною довжиною ствола; вкорочена та полегшена, щоби спростити використання зброї верхи, у будівлях, у шанцях та в інших ситуаціях, коли стандартна гвинтівка була б задовгою та громіздкою. Зазвичай являє собою вкорочений варіант основної зброї армійських піхотних підрозділів[джерело?].
Історично розрізняють гладкоствольні та нарізні карабіни.

## Назва
Слово карабін походить від фр. carabine, утвореним від carabin («карабе́н, карабінер, солдат легкої кінноти»). Походження слова carabin остаточно не з'ясоване: одна з версій пов'язує його з calabre (вид стародавньої бойової машини), друга — зі середньовічним латинським Calabrinus («калабрійський», «калабрієць»), і нарешті, ще одна, малоймовірна — з escarrabin («гробокоп»), утвореним від назви жука-скарабея. У польській мові словом karabin називають звичайну гвинтівку, а щодо карабіна вживається термін karabinek.

## Гладкоствольний карабін

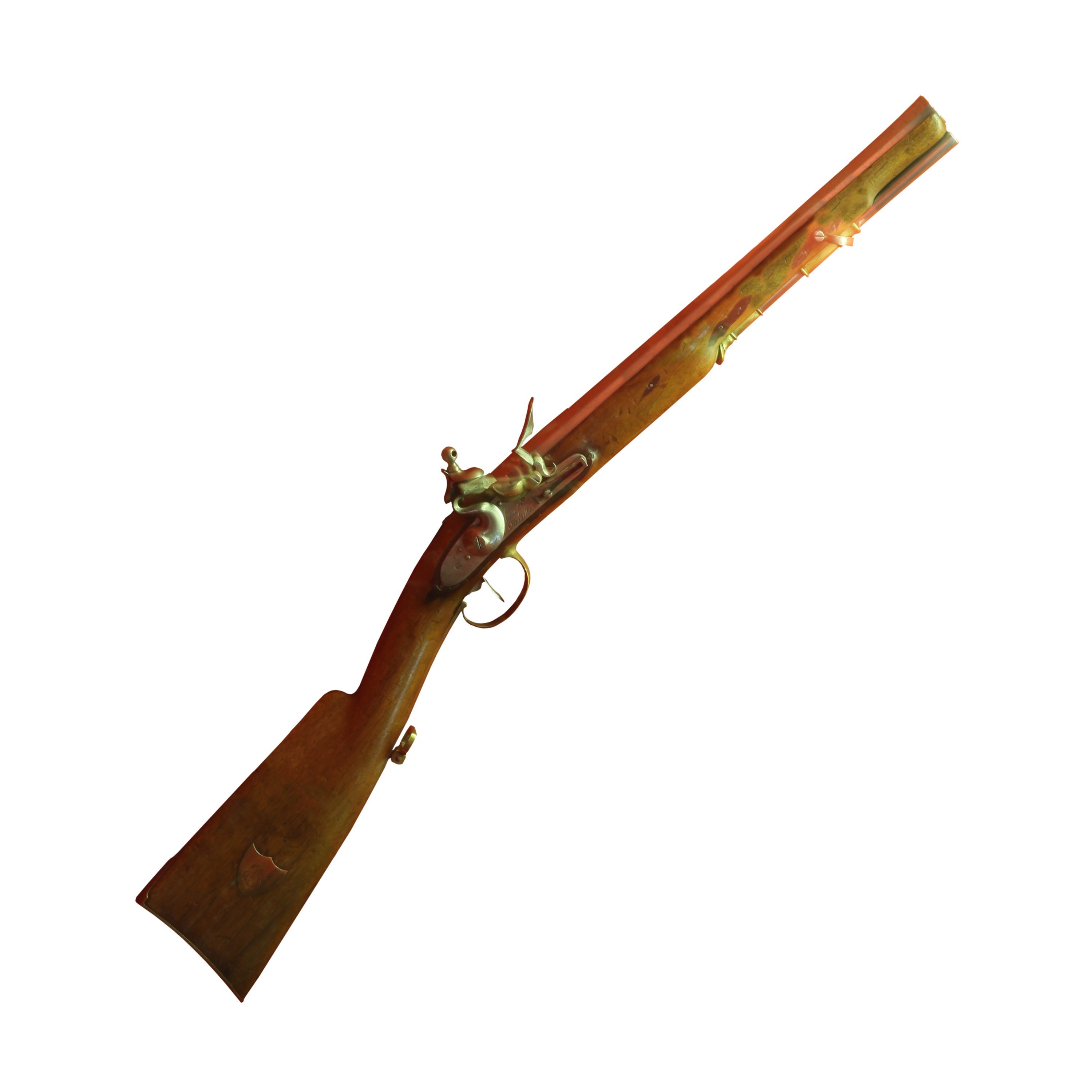
Кременевий карабін, 1793

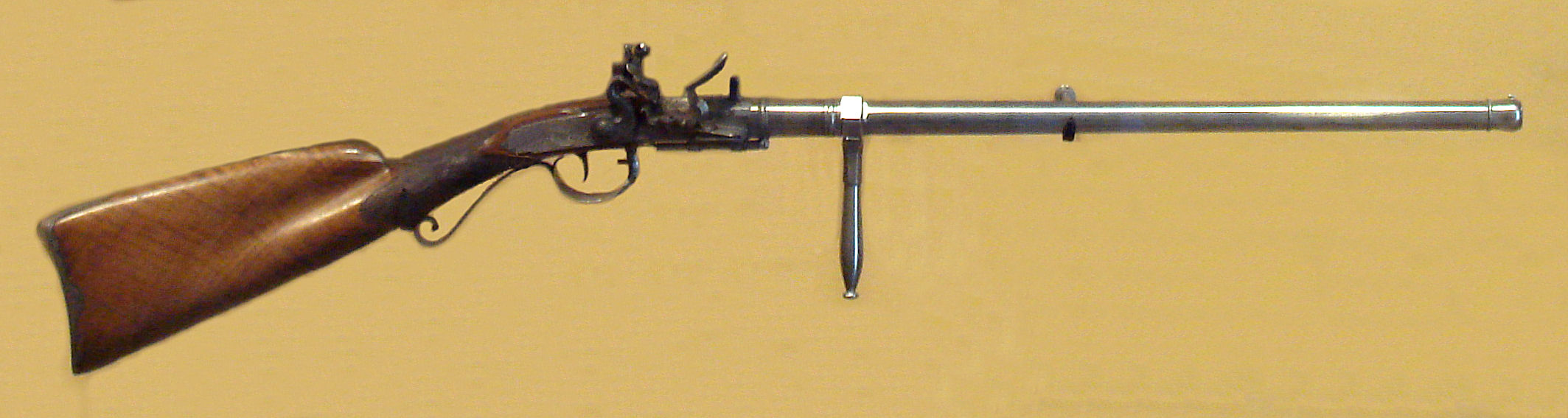
Кавалерійський штуцер системи Ж. Лепажа, бл. 1800 р.

Історично перші карабіни з'явилися в XV столітті, являючи собою короткий варіант аркебузи. Їх використовували переважно для озброєння особового складу кінноти та артилерії. У XVI столітті з'являються карабінери — рід кавалерії, озброєний карабінами; їхніми попередниками були кінні аркебузири. Крім карабінерів, карабіни були зброєю рядових і унтер-офіцерів кірасирських, гусарських, уланських полків, іноді також драгунських (останні також використовували спеціальні драгунські рушниці з багнетами, дещо коротші за піхотні). Гладкоствольні карабіни використовували до другої половини XIX століття, коли їх замінили нарізні.
Карабіни споряджувалися антабками для кріплення рушничного ременя або скобою на цівці, якою зброю чіпляли до панталерного гака (що також отримав назву «карабін»).

## Нарізні карабіни
Нарізні рушниці використовували у кавалерії принаймні з кінця XVIII століття: так, у російській армії кавалерійськими штуцерами зразка 1803 року були озброєні по 16 рядових у кожному ескадроні кірасирських, драгунських і гусарських полків. У Франції першої половини XIX ст. словом carabine називали будь-яку нарізну рушницю («штуцер» у російській термінології). У другій половині XIX століття, разом із поширенням нарізної зброї, термін «карабін» починає вживатися щодо вкороченого варіанта казеннозарядної гвинтівки, який використовували здебільшого в кавалерії.
Велике розповсюдження карабіни набули під час Другої світової війни, коли досвід бойових дій довів кращу пристосованість цієї зброї до сучасної війни, ніж стандартних магазинних гвинтівок, створених для залпової стрільби на дистанції до 1 км. Зазвичай бойові дії велися на менших відстанях, тому компактність та менша вага карабінів при задовільній влучності сприяли більшій їх популярності.
Саме досвід використання стрілецької зброї у Другій світовій війні прискорив створення самозарядної та автоматичної зброї зменшених габаритів, придатної до ураження цілей на середніх дистанціях (200—600 м).
У наші часи карабінами озброюються підрозділи десантних військ, військ спеціальних операцій, екіпажі бронетехніки та бойових гелікоптерів, інженерні війська, підрозділи сил правопорядку та ін.
Сьогодні активно використовують магазинні з поздовжньо-ковзним затвором, самозарядні, та автоматичні карабіни (наприклад, Mauser 98K; СКС; M4; АКС-74У).